# Triplophysa gundriseri
Triplophysa gundriseri är en fiskart som beskrevs av Prokofiev 2002. Triplophysa gundriseri ingår i släktet Triplophysa och familjen grönlingsfiskar. Inga underarter finns listade i Catalogue of Life.